# Petromarula pinnata
Petromarula pinnata är en klockväxtart som först beskrevs av Carl von Linné, och fick sitt nu gällande namn av A.Dc. Petromarula pinnata ingår i släktet Petromarula och familjen klockväxter. Inga underarter finns listade i Catalogue of Life.

## Bildgalleri

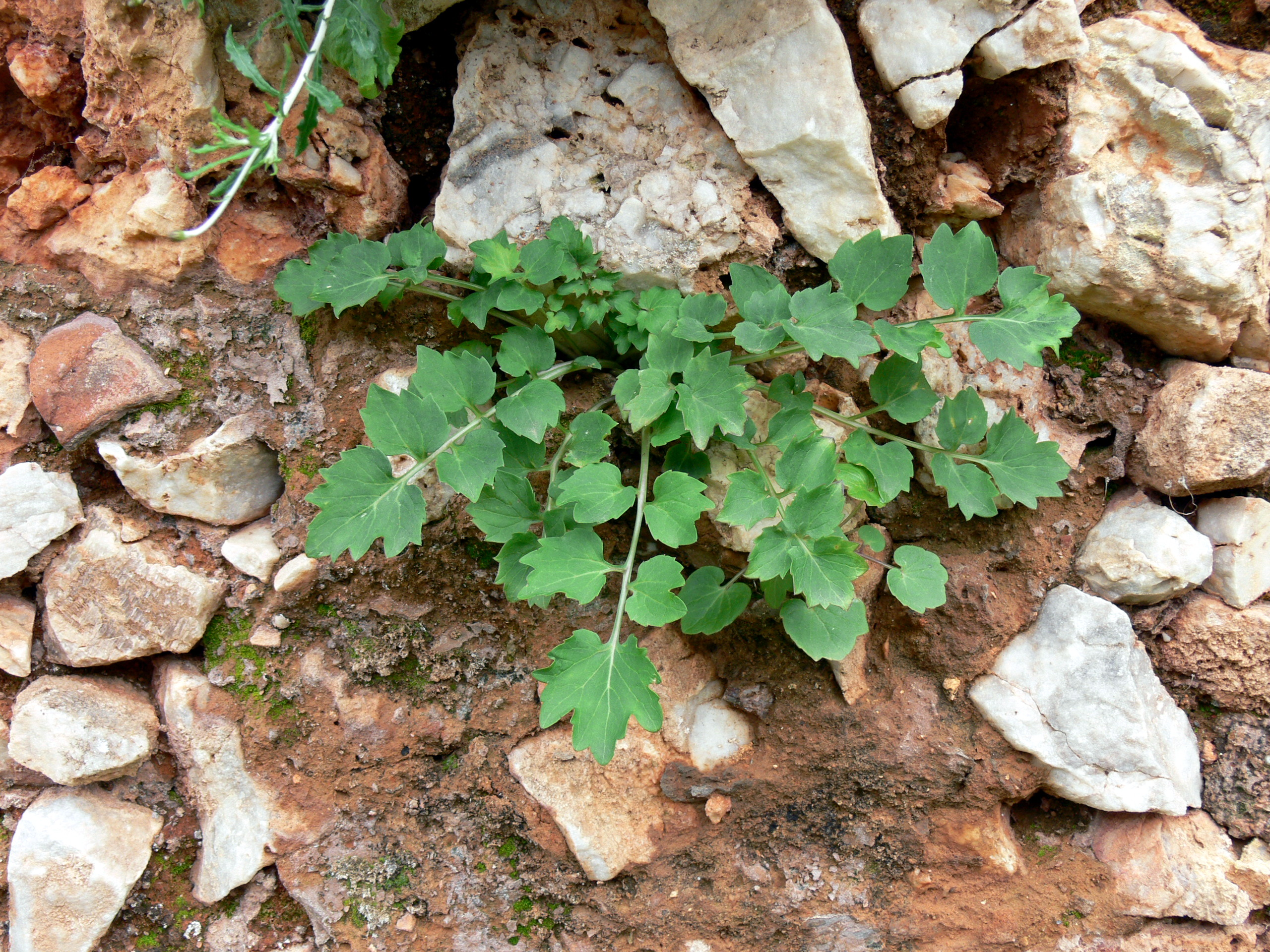
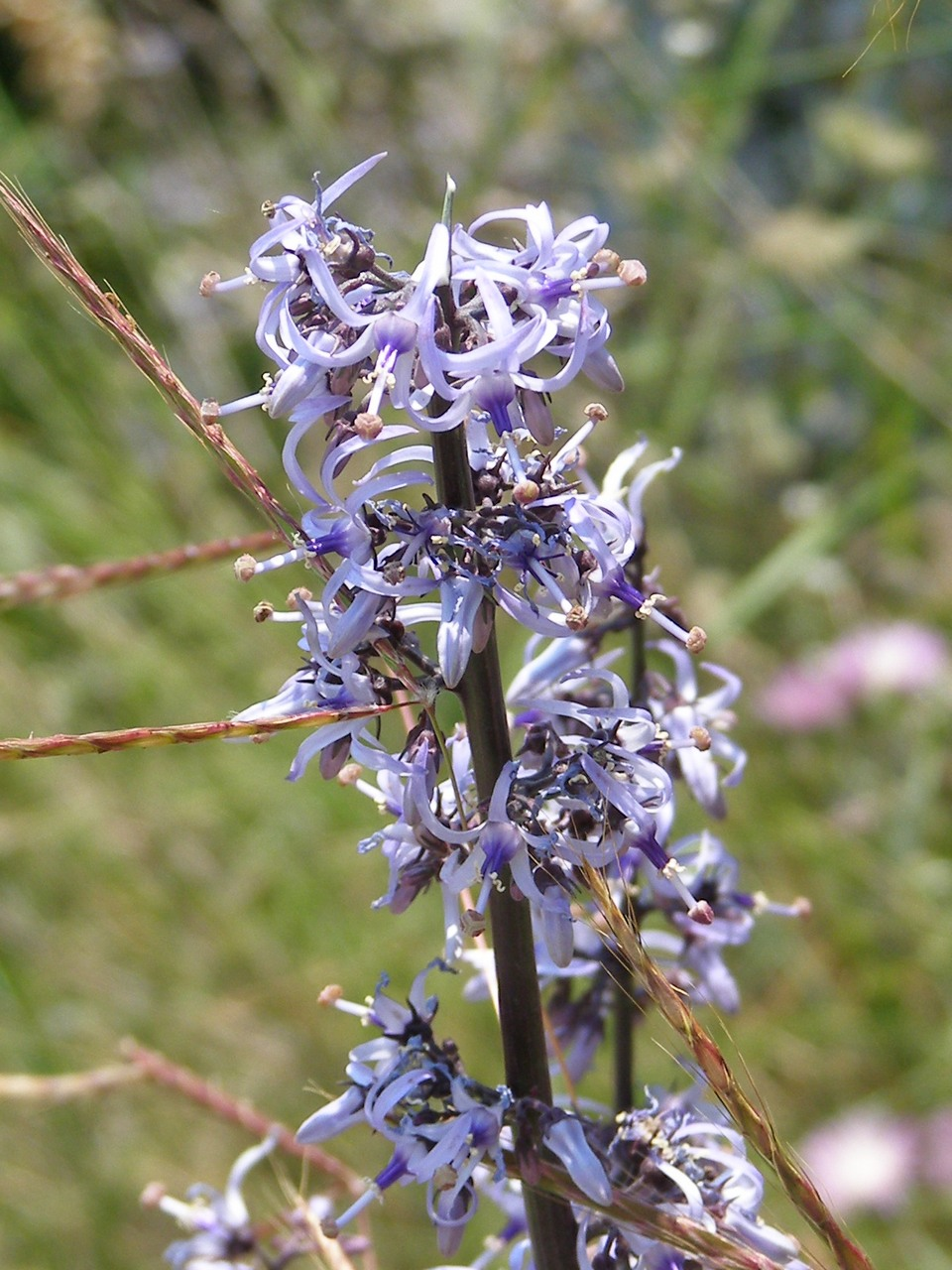
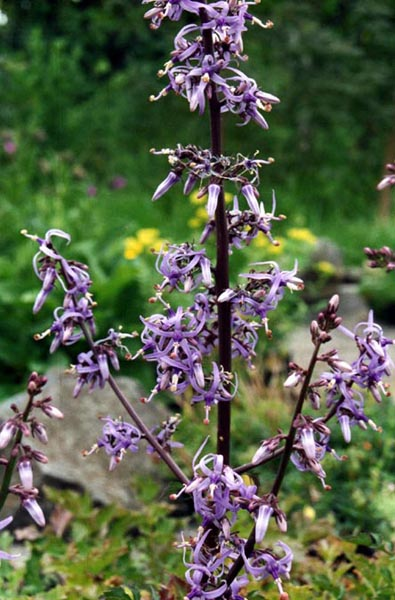
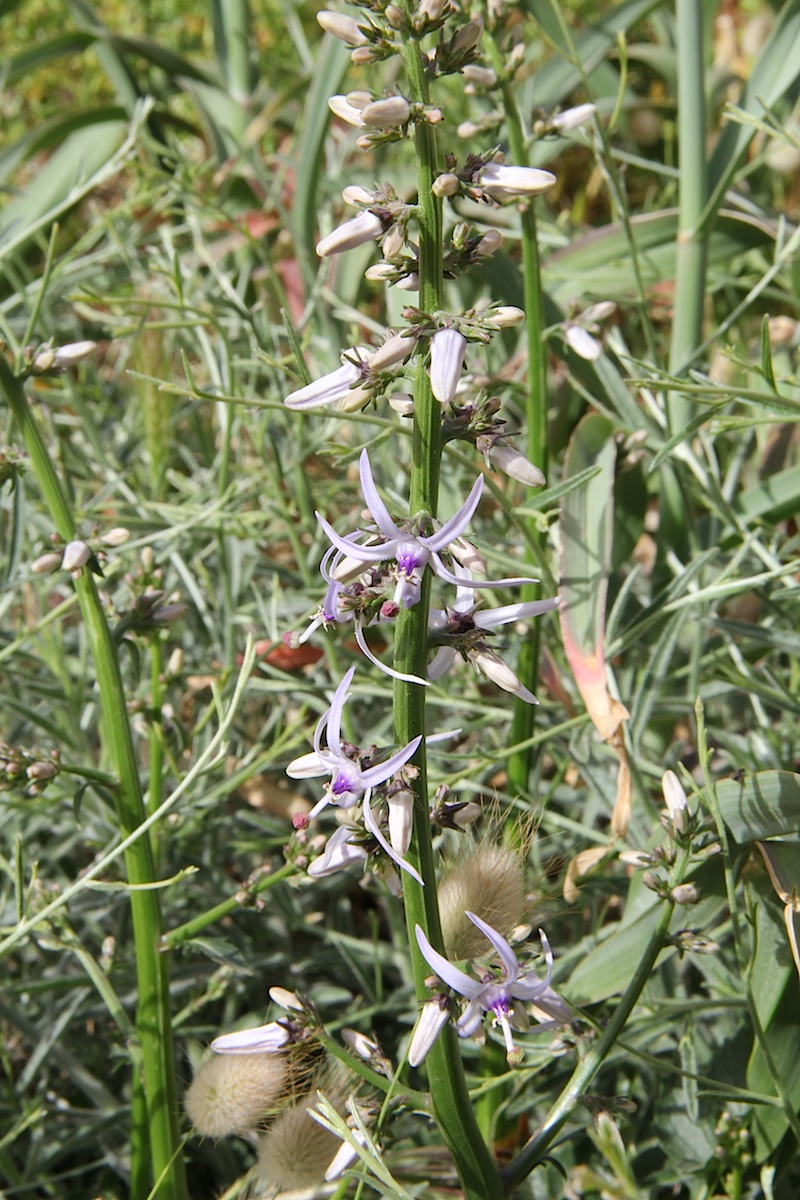